# 십단전
십단전(일본어: 十段)은 산케이 신문이 주최, 주관, 후원하는 일본의 바둑 기전이다. 1962년도에 창설되었으며, 우승상금은 700만엔이다.
대회 5연패나 10회 우승에 성공한 기사는 은퇴하거나 만60세가 지나면 '명예 십단'의 자격이 주어진다.
대회 10연패에 성공한 기사는 곧바로 '명예 십단'의 자격이 주어진다.

## 역대 우승자
| 회수 | 연도 | 우승              | 전적 | 준우승            |
| ---- | ---- | ----------------- | ---- | ----------------- |
| 1    | 1962 | 하시모토 우타로   | 3-1  | 한다 도겐         |
| 2    | 1963 | 한다 도겐         | 3-1  | 하시모토 우타로   |
| 3    | 1964 | 후지사와 호사이   | 3-2  | 한다 도겐         |
| 4    | 1965 | 다카가와 가쿠     | 3-1  | 후지사와 호사이   |
| 5    | 1966 | 사카타 에이오     | 3-1  | 다카가와 가쿠     |
| 6    | 1967 | 사카타 에이오     | 3-1  | 후지사와 호사이   |
| 7    | 1968 | 사카타 에이오     | 3-1  | 후지사와 슈코     |
| 8    | 1969 | 오타케 히데오     | 3-0  | 사카타 에이오     |
| 9    | 1971 | 하시모토 우타로   | 3-2  | 오타케 히데오     |
| 10   | 1972 | 사카타 에이오     | 3-1  | 하시모토 우타로   |
| 11   | 1973 | 사카타 에이오     | 3-0  | 다카기 쇼우이치   |
| 12   | 1974 | 하시모토 쇼지     | 3-1  | 사카타 에이오     |
| 13   | 1975 | 린하이펑          | 3-0  | 하시모토 쇼지     |
| 14   | 1976 | 가토 마사오       | 3-2  | 린하이펑          |
| 15   | 1977 | 가토 마사오       | 3-0  | 사카타 에이오     |
| 16   | 1978 | 가토 마사오       | 3-0  | 린하이펑          |
| 17   | 1979 | 가토 마사오       | 3-1  | 하시모토 쇼지     |
| 18   | 1980 | 오타케 히데오     | 3-2  | 가토 마사오       |
| 19   | 1981 | 오타케 히데오     | 3-0  | 하시모토 쇼지     |
| 20   | 1982 | 조치훈            | 3-1  | 오타케 히데오     |
| 21   | 1983 | 가토 마사오       | 3-2  | 조치훈            |
| 22   | 1984 | 고바야시 고이치   | 3-2  | 가토 마사오       |
| 23   | 1985 | 고바야시 고이치   | 3-0  | 오타케 히데오     |
| 24   | 1986 | 고바야시 고이치   | 3-0  | 다케미야 마사키   |
| 25   | 1987 | 가토 마사오       | 3-1  | 고바야시 고이치   |
| 26   | 1988 | 조치훈            | 3-2  | 가토 마사오       |
| 27   | 1989 | 조치훈            | 3-0  | 린하이펑          |
| 28   | 1990 | 다케미야 마사키   | 3-2  | 조치훈            |
| 29   | 1991 | 다케미야 마사키   | 3-2  | 조치훈            |
| 30   | 1992 | 다케미야 마사키   | 3-1  | 고바야시 고이치   |
| 31   | 1993 | 오타케 히데오     | 3-1  | 다케미야 마사키   |
| 32   | 1994 | 오타케 히데오     | 3-2  | 고바야시 고이치   |
| 33   | 1995 | 요다 노리모토     | 3-0  | 오타케 히데오     |
| 34   | 1996 | 요다 노리모토     | 3-1  | 왕리청            |
| 35   | 1997 | 가토 마사오       | 3-2  | 요다 노리모토     |
| 36   | 1998 | 히코사카 나오토   | 3-2  | 가토 마사오       |
| 37   | 1999 | 고바야시 고이치   | 3-0  | 히코사카 나오토   |
| 38   | 2000 | 고바야시 고이치   | 3-0  | 나카노 히로나리   |
| 39   | 2001 | 왕리청            | 3-2  | 고바야시 고이치   |
| 40   | 2002 | 왕리청            | 3-2  | 다케미야 마사키   |
| 41   | 2003 | 왕리청            | 3-2  | 다카오 신지       |
| 42   | 2004 | 왕리청            | 3-1  | 장쉬              |
| 43   | 2005 | 조치훈            | 3-2  | 왕리청            |
| 44   | 2006 | 조치훈            | 3-1  | 야마시타 케이고   |
| 45   | 2007 | 조치훈            | 3-2  | 야마시타 케이고   |
| 46   | 2008 | 다카오 신지       | 3-0  | 조치훈            |
| 47   | 2009 | 장쉬              | 3-1  | 다카오 신지       |
| 48   | 2010 | 장쉬              | 3-0  | 야마시타 케이고   |
| 49   | 2011 | 이야마 유타       | 3-2  | 장쉬              |
| 50   | 2012 | 이야마 유타       | 3-1  | 장쉬              |
| 51   | 2013 | 유키 사토시       | 3-2  | 이야마 유타       |
| 52   | 2014 | 다카오 신지       | 3-2  | 유키 사토시       |
| 53   | 2015 | 이다 아쓰시       | 3-2  | 다카오 신지       |
| 54   | 2016 | 이야마 유타       | 3-1  | 이다 아쓰시       |
| 55   | 2017 | 이야마 유타       | 3-1  | 위정치            |
| 56   | 2018 | 이야마 유타       | 3-0  | 무라카와 다이스케 |
| 57   | 2019 | 무라카와 다이스케 | 3-1  | 이야마 유타       |
| 58   | 2020 | 시바노 도라마루   | 3-1  | 무라카와 다이스케 |
| 59   | 2021 | 쉬자위안          | 3-2  | 시바노 도라마루   |
| 60   | 2022 | 쉬자위안          | 3-0  | 위정치            |
| 61   | 2023 | 시바노 도라마루   | 3-1  | 쉬자위안          |
| 62   | 2024 | 이야마 유타       | 3-2  | 시바노 도라마루   |
| 63   | 2025 | 시바노 도라마루   | 3-0  | 이야마 유타       |